# ماريو تريجو
ماريو تريجو (بالإسبانية: Mario Trejo)‏ هو كاتب وشاعر أرجنتيني، ولد في 13 يناير 1926 في الأرجنتين، وتوفي في 14 مايو 2012 في روساريو في الأرجنتين.

## وصلات خارجية
- ماريو تريجو على موقع IMDb (الإنجليزية)
- ماريو تريجو على موقع ميوزك برينز (الإنجليزية)
- ماريو تريجو على موقع ديسكوغز (الإنجليزية)